# Carlitos (football, 1977)
Pour les articles homonymes, voir Carlitos.
Carlitos, de son nom complet Carlos Manuel da Silva Cunha, né le 6 mars 1977 à Barcelos, est un footballeur portugais évoluant au poste d’ailier.

## Biographie

### En club
Né à Barcelos, Carlitos a vu sa carrière étroitement liée au Gil Vicente FC, club qu’il représente lors de quatre passages différents. Il fait ses débuts en équipe première – et en Primeira Liga – à la fin de la saison 1994-1995, à l’âge de 18 ans, avant de disputer 58 autres rencontres de championnat au cours des deux saisons suivantes.
En 1997, il signe un contrat de quatre ans avec le Real Madrid, mais est successivement prêté au SC Braga, au CF Estrela da Amadora puis à nouveau à Gil Vicente, sans jamais disputer le moindre match officiel avec le club espagnol,. Lors de la saison 1999-2000, il inscrit un record personnel de neuf buts en championnat, permettant à Gil Vicente de terminer à une cinquième place historique ; il évolue alors aux côtés du futur international portugais Petit.
Carlitos rejoint ensuite un des clubs phares du pays, le SL Benfica, sans toutefois parvenir à s’imposer durablement comme titulaire, étant même relégué un temps en équipe réserve. En février 2004, il part pour six mois en Espagne, au Polideportivo Ejido, où il retrouve son ancien coéquipier de Benfica José Calado. Il revient ensuite au pays, à Gil Vicente, avant de terminer la saison 2006-2007 en Segunda Liga puis en première division, sous les couleurs du CF Belenenses.
Pour la saison 2007-2008, il signe au Vitória SC, tout juste promu dans l’élite. Il est régulièrement utilisé lors de la première saison (22 matchs, dont 11 comme remplaçant), contribuant à une troisième place au classement. Mais son temps de jeu diminue progressivement.
En juillet 2010, âgé de 33 ans, il retourne une dernière fois au Gil Vicente FC, où il dispute 16 rencontres et contribue à la montée en première division. Il met un terme à sa carrière peu après.
Au total dans sa carrière, il dispute 261 matchs pour 30 buts inscrits en première division portugaise.

## Palmarès
Gil Vicente
- Segunda Liga :
  - Vainqueur : 2010-2011.